# Municipio de Jefferson (condado de Williams)
El municipio de Jefferson (en inglés: Jefferson Township) es un municipio ubicado en el condado de Williams en el estado estadounidense de Ohio. En el año 2010 tenía una población de 1920 habitantes y una densidad poblacional de 17,57 personas por km².

## Geografía
El municipio de Jefferson se encuentra ubicado en las coordenadas 41°33′45″N 84°30′47″O / 41.56250, -84.51306. Según la Oficina del Censo de los Estados Unidos, el municipio tiene una superficie total de 109.25 km², de la cual 108,64 km² corresponden a tierra firme y (0,56 %) 0,61 km² es agua.

## Demografía
Según el censo de 2010, había 1920 personas residiendo en el municipio de Jefferson. La densidad de población era de 17,57 hab./km². De los 1920 habitantes, el municipio de Jefferson estaba compuesto por el 98,02 % blancos, el 0,21 % eran afroamericanos, el 0,26 % eran amerindios, el 0,47 % eran asiáticos, el 0,52 % eran de otras razas y el 0,52 % eran de una mezcla de razas. Del total de la población el 1,72 % eran hispanos o latinos de cualquier raza.